# Ma-saya
ma-saya（まさや）は、日本の作詞家。本名は高橋雅也。
2003年7月に作詞家としてデビュー。

## 主な提供楽曲
出典：

### アーティスト
ASH
- 「with you」

奥田美和子
- 「あしたへ」

小倉優子
- 「ビタミンLOVE」

郷ひろみ
- 「Get Real Love 〜GOLDFINGER’009〜」

田原俊彦
- 「Always You」

玉木宏
- 「Emotion」
- 「Stayer」

福田沙紀
- 「刹那バイバイ」

BOYFRIEND
- 「Beautiful Life」（共作詞）
- 「CRAZY FLY 」
- 「Dangerous」
- 「DARK CARNIVAL」
- 「Freedom 」
- 「Sexy Love」
- 「Waikiki」
- 「やめないで Summer」

M!LK
- 「We´re Here!!!」
- 「妄想ドン・キホーテ」

森田クラブ
- 「シャツに口笛」
- 「トキメキ無常」
- 「月夜とポプラ」

リュ・シウォン
- 「DESTINY」
- 「遠い母」
- 「光」
- 「麗 ～ULALA～」

### ジャニーズ事務所関連
KinKi Kids
- 「I will」

嵐
- 「Crazy groundの王様」
- 「Ready To Fly」
- 「Yes? No?」

関ジャニ∞
- 「咲いて生きよ」

KAT-TUN
- 「New Genesis」（共作詞）
- 「RUSH OF LIGHT」
- 「SIGNAL」
- 「Splash...」
- 「Way of Love」

Hey! Say! JUMP
- 「Memories」
- 「Too Shy」
- 「Your Seed」
- 「スノウソング」
- 「情熱JUMP」
- 「真夜中のシャドーボーイ」
- 「RUN de Boo!」
- 「Farewell」
- 「Go To The Future!」
- 「Glorious」

Kis-My-Ft2
- 「Bang! Bang! BURN!」（共作詞）
- 「L.O.V.E.」

A.B.C-Z
- 「A to Z」
- 「All My Everything」
- 「好きなんだ…」
- 「A.B.C-Z with LOVE」
- 「FORTUNE」

King & Prince
- 「Super Duper Crazy」

SixTONES
- 「BE CRAZY」
- 「JAPONICA STYLE」
- 「Night Train」

Snow Man
- 「Don't Hold Back」

TravisJapan
- 「夢のHollywood」

滝沢秀明
- 「悪い男」

山下智久
- 「最後のラブ・ソング」

中山優馬 w/B.I.Shadow
- 「悪魔な恋」

玉森裕太
- 「Crazy My Dream」

NYCboys
- 「NYC」

### テレビアニメ・ゲーム
テレビアニメ
ゾンビランドサガ
- 「アツクナレ」

アポカリプスホテル
- 「ぽんぽこうた」

ゲーム
真・三國無双7
- 「Back to Back」
- 「Heart Beat」
- 「Taste of Victory」
- 「True Power」

真・三國無双8
- 「Anything Goes 」
- 「BURNING!!! 」
- 「Die Together! 」
- 「Majestic Beauty 」
- 「Straight Spirit 」

遙かなる時空の中で3 Ultimate
- 「蒼空を翔けし願い」
- 「青碧の決意」

遙かなる時空の中で6 幻燈ロンド
- 「恋ト純情」
- 「騎士より捧ぐ誓ひ」

下天の華
- 「青い恋」
- 「一世一代の恋 」
- 「奪い愛」

## 著書
- 「オレ、３年で咲いてみせます。」（泰文堂）[1]